# Agence fédérale pour la régulation technique et la métrologie
L'Agence fédérale pour la régulation technique et la métrologie, ou Rosstandart (russe : Федеральное агентство по техническому регулированию и метрологии, ou Росстандарт), est l'organisme officiel russe de normalisation, membre de l'Organisation internationale de normalisation (ISO) auprès de laquelle elle représente la Russie. Elle est placée sous la tutelle du ministère du Commerce et de l'Industrie de la fédération de Russie. Elle succède au Gosstandart, qui était l'organisme équivalent en Union soviétique.
L'Agence fédérale pour la régulation technique et la métrologie édite la collection de normes GOST, ensemble de standards techniques pour le commerce et l'industrie en vigueur en Russie et auparavant en Union soviétique, et généralement typographiés GOST + 4 chiffres indiquant le rang + 2 chiffres indiquant le domaine technique.